# Salvi Iborra i Guillemot
Salvi Iborra i Guillemot   (Barcelona, 6 de juliol de 1882 - Barcelona, 20 d'abril de 1950) fou un empresari industrial del tèxtil i dirigent esportiu relacionat amb l'automobilisme català.

## Biografia
Va néixer al carrer Trafalgar de Barcelona, fill de Gabriel Iborra i Martorell, natural de Barcelona, i de Carme Guillemot i Partagás, natural de Terrassa.
Presidí el Reial Automòbil Club de Catalunya (1934-1936) i després de la guerra civil espanyola formà part del grup reduït de persones que tornà a posar en funcionament l'entitat.
Presidí l'Associació de Viatjants del Comerç i de la Indústria de Barcelona. Fundà i presidí l'empresa Manufacturas Iborra.
Es va casar amb Teresa Coromina i Figueras.